# Kulled
Kulleder hos människan är axelleden och höftleden som kan röras mycket i omfång till skillnad från till exempel gångjärnsleder som armbågsleden som fungerar precis som ett gångjärn på en dörr och som inte kan vridas åt sidan på grund av kollateralligamenten.
Kulled kallas också motsvarande funktion i tekniska tillämpningar, som till exempel leden mellan framhjulen och kuggstången för styrning på en traktor av äldre modell.